# Orophea flagellaris
Orophea flagellaris är en kirimojaväxtart som beskrevs av Keßler. Orophea flagellaris ingår i släktet Orophea och familjen kirimojaväxter. Inga underarter finns listade i Catalogue of Life.